# GCP-Verordnung
Die GCP-Verordnung regelte in Deutschland im Detail die Genehmigung und Durchführung klinischer Studien mit Arzneimitteln am Menschen. Sie schreibt die Good Clinical Practice (GCP) für alle derartigen klinischen Studien verbindlich vor. Ziel der Verordnung war, die Sicherheit der an den Studien teilnehmenden Patienten und Probanden zu schützen und die Integrität der Studienergebnisse sicherzustellen.
Die GCP-Verordnung trat am 27. Januar 2022 außer Kraft. Sie diente der Umsetzung der Richtlinie 2001/20/EG über die Anwendung der guten klinischen Praxis zur Angleichung der Rechts- und Verwaltungsvorschriften der Mitgliedstaaten bei der Durchführung von klinischen Prüfungen mit Humanarzneimitteln, die mit der Verordnung (EU) Nr. 536/2014 aufgehoben wurde.
Für derzeit noch laufende klinische Prüfungen von Arzneimitteln, die noch nicht in den Anwendungsbereich der Verordnung (EU) Nr. 536/2014 fallen, gibt es aber in §148 (3) Arzneimittelgesetz eine Übergangsvorschrift, nach der das Arzneimittelgesetz und die GCP-Verordnung in der jeweils am 26. Januar 2022 geltenden Fassung bis zum 23. Dezember 2029 weiter anzuwenden sind.

## Rechtsgrundlage und Inhalte
Die Verordnung leitete sich aus der Verordnungsermächtigung in § 12 Abs. 1b Nr. 2 und § 42 Abs. 3 des Arzneimittelgesetzes ab. Sie diente auch der Umsetzung der Richtlinie 2001/20/EG des Europäischen Parlaments und des Rates vom 4. April 2001 zur Angleichung der Rechts- und Verwaltungsvorschriften der Mitgliedstaaten über die Anwendung der guten klinischen Praxis bei der Durchführung von klinischen Prüfungen mit Humanarzneimitteln und weiterer europäischer Richtlinien in nationales Recht.
Die GCP-Verordnung ist in fünf Abschnitte gegliedert. Abschnitt 1 enthält allgemeine Vorschriften, Abschnitt 2 regelt im Detail die Anforderungen an Prüfarzneimittel, insbesondere deren Kennzeichnung. Abschnitt 3 enthält die Vorschriften für die Genehmigung einer klinischen Studie durch die zuständige Bundesoberbehörde; dies ist je nach Arzneimittel entweder das Bundesinstitut für Arzneimittel und Medizinprodukte oder das Paul-Ehrlich-Institut. Auch die Bewertung durch die Ethikkommission wird in Abschnitt 3 behandelt. Abschnitt 4 enthält Vorschriften zu Dokumentations- und Mitteilungspflichten der Prüfer und Sponsoren sowie Mitteilungspflichten der Bundesoberbehörden. Auch die GCP-Inspektionen der Behörden, die jederzeit die Prüfstelle, die Einrichtungen des Sponsors der Studie sowie Einrichtungen des Herstellers des Prüfarzneimittels inspizieren dürfen, werden in diesem Abschnitt geregelt. In Abschnitt 5 finden sich Übergangs- und Schlussbestimmungen.